# Pasivno pušenje
Pasivno pušenje je nevoljno udisanje dima duhanskih proizvoda. Dim može dolaziti direktno iz pripaljene cigarete kao i dim koji pušač izdahne.

## Rizici zbog izloženosti duhanskom dimu
Duhanski dim iz okoliša štetno utječe i na nepušače koji borave u zadimljenom prostoru i izloženi su tzv. pasivnom pušenju. Prema Izvješću SZO - Međunarodne agencije za istraživanje raka (IARC) koje se citira i u "Zelenom dokumentu" Europske komisije iz siječnja 2007. godine, duhanski dim iz okoliša ili pasivno pušenje klasificirano je kao kancerogen za ljude. Prema istom Izvješću, nepušači koji žive s pušačima imaju 20-30% veći rizik za razvoj karcinoma bronha i pluća, dok se povećani rizik za ovu lokalizaciju raka zbog izloženost duhanskom dimu na radnom mjestu procjenjuje na 12-19%.
Rizik za koronarnu bolest također je veći 25-30% u nepušača koji žive s pušačima, a prema novijim istraživanjima mogao bi biti i veći.
Najnovija istraživanja također ukazuju da izloženost duhanskom dimu iz okoliša gotovo udvostručuje rizik od makularne degeneracije u starijoj životnoj dobi – glavnog uzroka gubitka vida u EU.
Većina štetnih učinaka duhanskog dima raste s dozom izloženosti, ali su učinci manji u pasivnih nego u aktivnih pušača. Jedino za bolesti srca porast nije linearan, već izloženost duhanskom dimu iz okoliša dovodi do rizika koji je približno polovina onog u pušača.
Glavno mjesto izloženosti duhanskom dimu iz okoliša, uz dom, je radno mjesto. Informacijski sustav izloženosti karcenogenima (CAREX) navodi duhanski dim iz okoliša kao drugi najčešći uzrok izloženosti karcenogenima, iza solarnog zračenja, u državama članicama EU prije 2004. godine.
Studija provedena 2001. – 2002. u sedam europskih gradova pokazala je da je duhanski dim prisutan u većini javnih prostora, uključujući prostore za provođenje slobodnog vremena, ugostiteljske objekte, transport, bolnice i prostore za edukaciju. Najviše koncentracije duhanskog dima iz okoliša nađene su u barovima i diskotekama, s time da je 4-satna ekspozicija u diskotekama slična kao živjeti s pušačem jedan mjesec.
Dojenčad i mala djeca izložena duhanskom dimu iz okoliša (pasivno pušenje) češće imaju upale pluća, bronhitis, astmu, druge bolesti dišnog sustava i smanjenje plućne funkcije, te akutne i kronične upale srednjeg uha. Sindrom iznenadne smrti dojenčeta u kolijevci također je češći u dojenčadi izložene duhanskom dimu. 
Nakon uvođenja zakona koji zabranjuje pušenje u javnim prostorima, u nekim zemljama došlo je do pada akutnog infarkta miokarda:
- Italija  - 11%
- Škotska - 17%
- Francuska - 15%

Pregledom 22 studije, utvrđen je 24% veći rizik za rak pluća među radnicima izloženim dimu iz okoliša, a dva puta veći kod jako izloženih radnika.

Prema iskustvima iz Irske i Švedske, nakon zabrane pušenja u svim javnim prostorima, utvrđeno je značajno poboljšanje zdravlja radnika u ugostiteljstvu nakon godinu dana primjene Zakona.
Nadalje, u Švedskoj, utvrđeno je značajno smanjenje respiratornih simptoma u odraslih uključujući 1% smanjenje kroničnog bronhitisa i KOPB.
Finska studija pokazala je, da je donošenjem Zakona smanjena prevalencija pušenja i konzumacija duhana među zaposlenicima.

## Vanjske poveznice
- Hrvatski časopis Zavoda za javno zdravstvo[neaktivna poveznica] Pušenje - čimbenik rizika za zdravlje, Prim.mr.sc. Vlasta Hrabak-Žerjavić, dr.med., Voditeljica Službe za epidemiologiju kroničnih masovnih bolesti, Hrvatski zavod za javno zdravstvo